# السيف أصدق أنباء
السيف أصدق أنباءً هي قصيدة من البحر البسيط في العصر العباسي لأبي تمام (188 - 231 هـ / 803-845م) يصف فيها معركة عمورية، ضد الروم ويُكذب المنجمين الذين نصحوا المعتصم بأنه لا يستطيع فتحها إلا في الصيف.

## مناسبة القصيدة
أغار الروم في أيام المعتصم بالله بن هارون الرشيد على بلدة زِبَطْرَة المسلمة وعاثوا فيها فسادًا، واعتدى رُومِي من أهل عمّورية على امرأة عربية مسلمة فصاحت مستنجدة بعبارتها المشهورة بين العرب إلى هذا اليوم «وامعتصماه» بمعنى أغثني أيها المعتصم، ولي أمري، فسخر منها الرومي، ووصل خبر ذلك إلى المعتصم فأقسم أن ينصرها، وغزا بلاد الروم، حيث وقعت معركة عمورية الشهيرة بين الخلافة العباسية والإمبراطورية البيزنطية في رمضان من عام 223 هـ الموافق لآب من عام 838 م. وكانت هذه المعركة من أهم المعارك الإسلامية – البيزنطية.
وكان الجيش العباسي بقيادة الخليفة المعتصم بالله الذي حكم فيما بين 833 -842 م، وأما الجيش البيزنطي فقد كان بقيادة توفيل بن ميخائيل سليل الأسرة العمورية والإمبراطور البيزنطي.
انتصر العرب المسلمون نصرًا مؤزرًا، وفُتحت عمّورية، وأُسر ذلك الرومي، وأُحضرَت المرأة لتراهُ ويراها، رغم أن المُنجِّمِين كانوا قد نصحوا المعتصم بالانتظار حتى ينضج التين والعنب، لأنه لن يستطيع فتح عمّورية قبل ذلك، لكنه لم يستمع لنصيحتهم، وغزاها وانتصر، فأنشد أبو تمام حبيب بن أوس الطائي في هذه المناسبة قصيدته المحتفية بالعقل والتدبير والحزم والعزم ضد ظلماء الخزعبلات والرجم بالغيب والتطيّر بجانب ثنائها على نجدة الضعفاء وضحايا الحروب والدفاع عن الوطن والحق.

## القصيدة
القصيدة من ويكي مصدر

## طالِع أيضًا
- أبو تمام
- المعتصم بالله
- توفيل بن ميخائيل
- معركة عمورية